# Lazar Mamula
Lazar svobodný pán Mamula (německy Lazarus Freiherr von Mamula) (22. května 1795 Gomirje, Habsburská monarchie – 12. ledna 1878 Vídeň, Rakousko-Uhersko) byl rakouský generál chorvatského původu. Jako absolvent vojenské akademie sloužil od mládí u ženistů a podílel se na výstavbě pevností na různých místech habsburské monarchie. V revolučních letech 1848–1849 se vyznamenal v bojích proti povstání v Uhrách, získal prestižní Vojenský řád Marie Terezie a v roce 1851 byl povýšen na barona. V letech 1859–1865 byl místodržitelem v Dalmácii, v roce 1865 odešel do penze v hodnosti polního zbrojmistra.

## Biografie

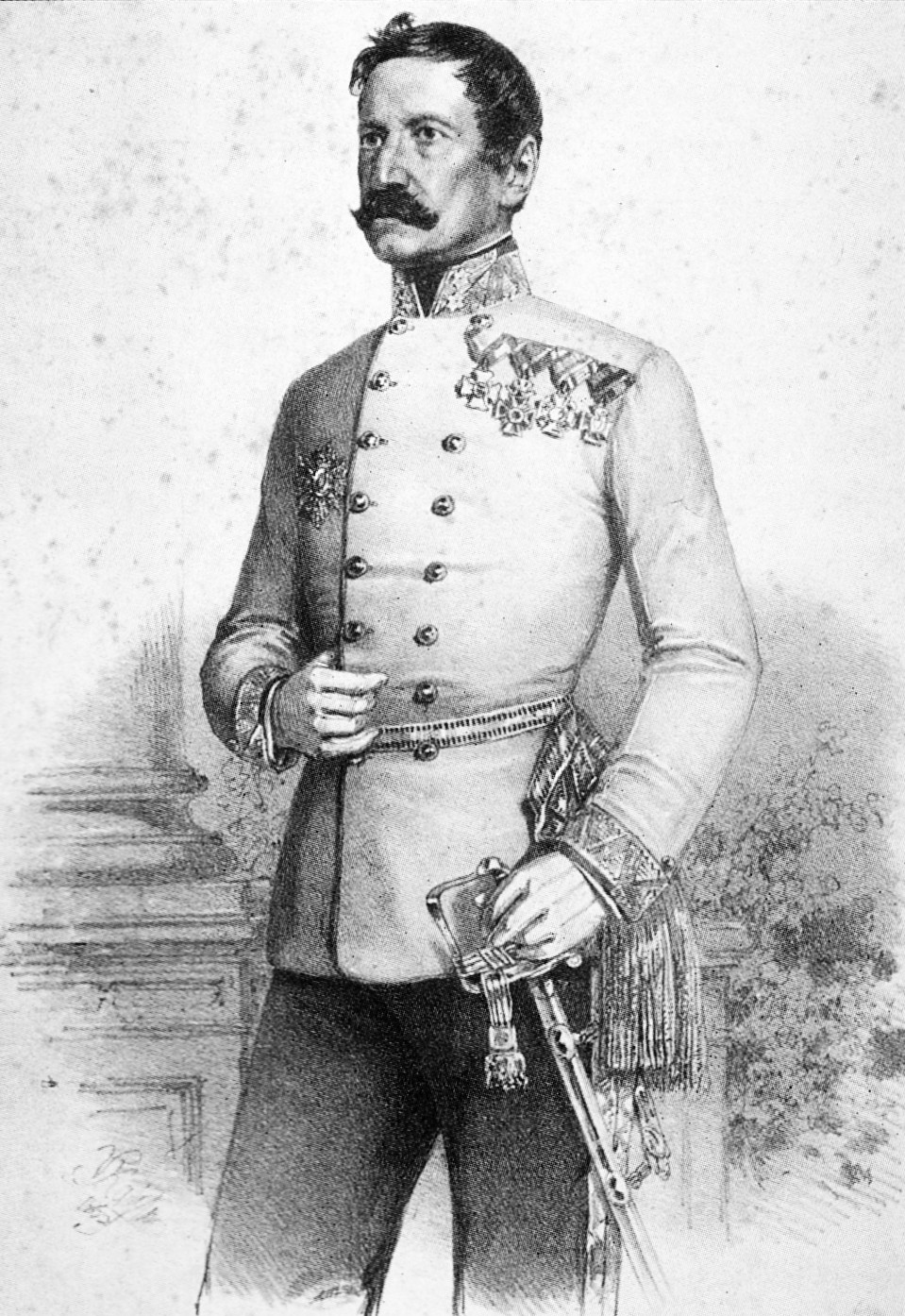
Polní podmaršál Lazar Mamula (1853)

Původ měl Gorském Kotaru v rodině hraničářů. Narodil se ve vesnici Gomirje a pocházel z rodiny důstojníka. V letech 1811–1815 studoval na Inženýrské akademii ve Vídni a poté vstoupil k ženistům. V roce 1817 byl povýšen na poručíka Původně sloužil v Zadaru, později byl převelen do Itálie, kde postupoval v hodnostech (nadporučík 1823 , kapitán 1829) V této době byl důstojníkem ženijního vojska ve Splitu a podílel se na výstavbě opevnění na ostrovech Vis a Hvar. V roce 1833 byl přeložen do tyrolského Brixenu, kde se zúčastnil budování tehdy jedné z největších fortifikačních staveb v Evropě (pevnost Franzenfeste). V letech 1839–1842 sloužil v pevnosti Komárno, kde byl v roce 1841 povýšen na majora. V roce 1842 byl přidělen k vojenskému stavebnímu úřadu v Innsbrucku a znovu byl zaměstnán při výstavbě opevnění v Tyrolsku. V roce 1846 byl povýšen na podplukovníka a vrátil se do Zadaru již jako ředitel výstavby pevností.
V revolučním roce 1848 byl povolán do štábu generála Jelačiće a úspěšně řídil obranu chorvatské hranice proti maďarským povstalcům. Byl povýšen na plukovníka a zformoval štýrsko-chorvatskou pěší brigádu, s níž pod velením generála Lavala Nugenta bojoval mezi Drávou a Dunajem. Zastavil průnik revoluční uherské armády na území Slavonie a Sremu. Svoji armádu proti Maďarům poslal nejprve k Osijeku a později k Petrovaradínu. Odmítl však útočit na Sremskou Kamenici a Sremské Karlovce, naopak svůj postup zastavil a bránil se před postupujícími silami maďarských povstalců. Od března 1849 velel obléhání pevnosti Petrovaradín obsazené Maďary. V účasti v revolučních bojích zúročil své poznatky z pevnostního stavitelství, vynikal strategickými schopnostmi a především se vyznamenával osobní statečností. Díky tomu v krátké době obdržel několik vysokých ocenění včetně prestižního Řádu Marie Terezie a získal šlechtický titul barona.

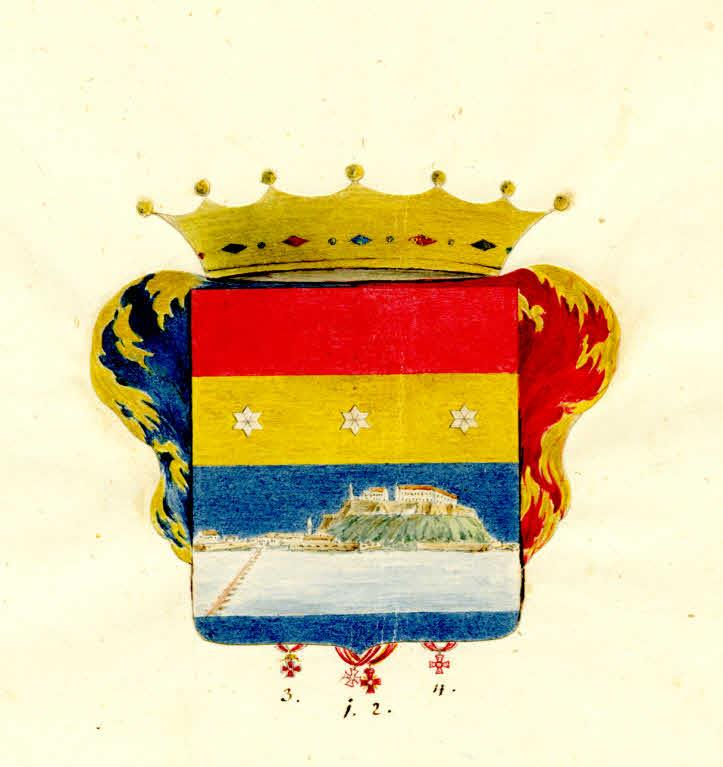
Erb Lazara Mamuly udělený při povýšení do stavu svobodných pánů (1851). V dolní polovině erbovního štítu je vyobrazena pevnost Petrovaradín.

K datu 20. dubna 1850 byl povýšen do hodnosti generálmajora a stal se velitelem brigády v Dubrovníku a pevnosti v Kotoru. V této době nařídil výstavbu pevnosti na malém ostrově v ústí Boky Kotorské do Jaderského moře. Ostrov později začal být znám pod jeho jménem – Mamula. V roce 1852 se stal velitelem v celé Dalmácii, současně byl zástupcem dalmatského místodržitele Josipa Jelačiće, protože ten souběžně nadále zastával funkci chorvatského bána. K datu 19. března 1853 byl Mamula povýšen do hodnosti polního podmaršála. V lednu 1855 byl zástupcem Rakouského císařství na svatbě černohorského knížete Danila II., s nímž byl již předtím v kontaktu kvůli ochraně rakouských zájmů během vyhlášení nezávislého Černohorského knížectví v době krymské války.
Po úmrtí chorvatského bána Jelačiće byl nakonec jmenován místodržitelem v Dalmatském království se sídlem v Zadaru (1859–1865).. Z titulu této funkce byl zároveň ředitelem zemského finančního ředitelství v Zadaru a čestným členem Zemědělské společnosti v Zadaru. Jako dalmatský místodržitel měl pro svou povahu a charakter širokou podporu ve všech vrstvách obyvatelstva, oblíben byl mimo jiné díky svému slovanskému původu a familiérně byl nazýván Tatíček Mamula. Kvůli očnímu onemocnění rezignoval na své úřady na začátku října 1865. Zároveň byl k datu 2. října penzionován v armádě s titulární hodností polního zbrojmistra.
V roce 1858 založil nadaci ve výši 20 000 zlatých pro válečné invalidy z Dalmácie. V roce 1867 nechal na své náklady zřídit ikonostas v pravoslavném kostele v Ogulinu nedaleko od svého rodiště. 
Zemřel ve Vídni 12. ledna 1878 ve věku 82 let. 

## Tituly a ocenění
Za obléhání pevnosti Petrovaradín získal v roce 1849 rytířský kříž Vojenský řád Marie Terezie. Na základě řádových stanov byl v roce 1851 povýšen do stavu svobodných pánů. Za vojenské zásluhy získal také další vyznamenání, byl nositelem rytířského kříže Leopoldova řádu a Vojenského záslužného kříže, díky součinnosti ruské armády na potlačení uherské revoluce získal také ruský Řád sv. Anny I. třídy. Ve funkci vrchního velitele v Dalmácii obdržel v roce 1854 titul c. k. tajného rady s nárokem na oslovení Excelence. Od roku 1858 byl čestný majitelem 25. pěšího pluku dislokovaného v Lučenci. Jako místodržitel v Dalmácii obdržel Řád železné koruny I. třídy (1864) a při odchodu do výslužby byl dekorován velkokřížem Leopoldova řádu (1865). V roce 1876 byl jmenován doživotním členem rakouské Panské sněmovny.

### Rakouské císařství
- rytíř Vojenského řádu Marie Terezie (1849)
- Vojenský záslužný kříž (1849)
- rytířský kříž Leopoldova řádu s válečnou dekorací (1850)
- Řád železné koruny I. třídy (1864)
- velkokříž Leopoldova řádu (1865)

### Zahraničí
- Řád svaté Anny I. třídy (Rusko)